# Eric Edwards
Eric Edwards, né le 30 novembre 1945, est un acteur et réalisateur de films pornographiques américain.

## Biographie
Avant de débuter dans le cinéma pornographique, Eric Edwards a étudié le théâtre à Baylor College, à Waco.
Il a tourné dans plus de 300 films dont certains "classiques" comme Debbie Does Dallas. Il a également réalisé une cinquantaine de films.
Il est membre de l'AVN Hall of Fame et du XRCO Hall of Fame.

## Récompenses
- 1983 : CAFA Best Actor pour Sexcapades
- 1984 : XRCO Award Best Actor pour Great Sexpectations
- 1984 : XRCO Award Male Performer of the Year[2]
- 1985 : AVN Award Meilleur acteur - Film (Best Actor - Film) pour X Factor[3]
- 1985 : CAFA Best Actor pour Corporate Assets
- 1986 : AVN Awards[4]
  - Meilleur acteur - Vidéo (Best Actor - Video) pour Dangerous Stuff
  - Meilleure scène de sexe en couple - Vidéo (Best Couples Sex Scene - Video) pour Slumber Party (avec Ginger Lynn)
- 1986 : XRCO Award Best Supporting Actor pour Lust on the Orient Express
- 1989 : XRCO Award Best Supporting Actor pour Bodies in Heat 2
- 1990 : AVN Award Meilleure scène de sexe en couple - Film (Best Couples Sex Scene - Film) pour Firestorm 3
- 1991 : AVN Award Meilleur acteur - Vidéo (Best Actor - Video) pour The Last X-rated Movie

## Filmographie sélective

### Acteur
- The Clamdigger's Daughter (1974)
- The Private Afternoons of Pamela Mann (1974)
- Laura's Toys (1975)
- Abigail Lesley Is Back in Town (1975)
- Debbie Does Dallas (1978)
- Neon Nights (1981)
- Charli (1982)
- Sexcapades (1983)
- X Factor (1984)
- Slumber Party (1984)
- Great Sexpectations (1984)
- Dangerous Stuff (1985)
- Tickled Pink (1986)
- Corporate Assets (1987)
- Doll Face (1988)
- Talk Dirty to Me, Part 7 (1989)
- The Last X-rated Movie (1990)
- Sweet Angel Ass (1990)
- Twin Peeks (1991)
- Bedrooms and Boardrooms (1992)
- Blade (1998)

### Réalisateur
- In All the Right Places (1986)
- The Visualizer (1992)
- Talk Dirty to Me 9 (1992)
- Sexual Instinct (1992)
- A Pussy Called Wanda (1992)
- A Pussy Called Wanda 2 (1992)
- Dripping with Desire (1992)
- Midnight Madness (1993)
- Sexual Instinct 2 (1994)